# 대한민국 민법 제473조
대한민국 민법 제473조는 변제비용의 부담에 대한 민법 채권법 조문이다.

## 조문
제473조(변제비용의 부담) 변제비용은 다른 의사표시가 없으면 채무자의 부담으로 한다. 그러나 채권자의 주소이전 기타의 행위로 인하여 변제비용이 증가된 때에는 그 증가액은 채권자의 부담으로 한다.

第473條(辨濟費用의 負擔) 辨濟費用은 다른 意思表示가 없으면 債務者의 負擔으로 한다. 그러나 債權者의 住所移轉 其他의 行爲로 因하여 辨濟費用이 增加된 때에는 그 增加額은 債權者의 負擔으로 한다.

## 참고 문헌
- 오현수, 일본민법, 진원사, 2014. ISBN 9788963463452
- 오세경, 대법전, 법전출판사, 2014 ISBN 9788926210277
- 이준현 , LOGOS 민법 조문판례집, 미래가치, 2015. ISBN 9791155020869